# Heteroprox
Heteroprox – rodzaj wymarłego ssaka z grupy kopytnych. Zamieszkiwał Europę podczas miocenu. Jego skamieniałości odnaleziono w rejonie granicy dzisiejszych Niemiec i Luksemburga, w Steinheim. Zaliczany do rodziny jeleniowatych. Wykazano jego występowanie z Austrii, Francji, Niemiec, Serbii i Czarnogóry oraz Słowacji.

## Gatunki
- H. eggeri[3]
- H. larteti (Filhol, 1891)[4]